# Fuentidueña de Tajo
Fuentidueña de Tajo település Spanyolországban, Madrid tartományban. Fuentidueña de Tajo Santa Cruz de la Zarza, Villamanrique de Tajo, Villarejo de Salvanés, Valdaracete, Estremera és Zarza de Tajo községekkel határos. Lakosainak száma 2328 fő (2024).

## Népesség
A település népessége az utóbbi években az alábbiak szerint változott:
| Lakosok száma | 1471 | 1602 | 1920 | 2081 | 2077 | 2026 | 1980 | 2053 | 2250 | 2328 |
|               | 2001 | 2004 | 2007 | 2009 | 2012 | 2014 | 2017 | 2019 | 2022 | 2024 |